# Les Mystères de l'Ouest (bande dessinée)
 (décembre 2014).
Pour les articles homonymes, voir Les Mystères de l'Ouest (homonymie).
Les Mystères de l'Ouest est le titre porté par plusieurs adaptations en bande dessinée de la série télévisée du même nom. Des épisodes inédits sont proposés dans les différentes éditions.

## L'édition Gold Key (1966-1969)
En juin 1966 (alors que la seconde saison de la série n'est pas encore diffusée), l'éditeur de comics Gold Key, habitué à adapter les séries télévisées (Au cœur du temps, Chapeau melon et bottes de cuir, Des agents très spéciaux, Les Envahisseurs, etc.) publie un premier numéro des aventures des agents James West et Artemus Gordon. Alors que le numéro 2 suit de près dans la même année, la revue est brutalement interrompue et il faudra attendre 1968 pour voir la publication des numéros 3 et 4. Les parutions des numéros vont reprendre de façon irrégulière (numéros 5, 6 et 7 en 1969, après un nouveau hiatus de six mois). Cette présence à éclipses explique probablement la difficile fidélisation du lectorat. Le journal disparaît après son septième numéro alors que les histoires proposées semblaient de bonne tenue et respectueuses de l’ambiance de la série TV.
Les couvertures des sept numéros présentent des photos de Robert Conrad et Ross Martin, les deux acteurs principaux de la série. Seuls deux épisodes portent le titre The Night of, qui caractérise tous les épisodes de la série TV.
Trois dessinateurs vont se succéder dans la série de comics : ainsi Al McWilliams réalise avec les deux premiers numéros sa seule expérience dans le comic de genre western. Sal Trapani est ensuite dessinateur des numéros 3 à 6 et réalisera l'encrage du numéro 7. Enfin, Frank Springer dessine le numéro 7.

### Liste des numéros
1. Outlaw Empire – 32 pages (juin 1966)[3]
2. The Phantom from the Past – 32 pages novembre 1966)[4]
3. The Stolen Empire – 26 pages (juin 1968)[5]
4. Montezuma's Gold – 26 pages (décembre 1968)[6] Cet épisode est repris dans Rintintin Rusty Vedette TV (Sagédition) no 114 (juin 1968) sous le titre de L’Or de Montezuma.
5. The Night Of The Tongs – 26 pages (juin 1969)[7]. Repris dans Rintintin Rusty (Sagédition) no 6 (juillet 1970) sous le titre de La Nuit des Tongs
6. Maximilian's Treasure – 14 pages (juillet 1969)[8]
7. Maximilian's Treasure Part II – 12 pages (juillet 1969)
8. The Night of the Buccaneer – 14 pages (octobre 1969)[9]
9. The Night of the Buccaneer Part Two – 12 pages (octobre 1969). Cet épisode est repris dans Rintintin Rusty (Sagédition) no 10 (novembre 1970) sous le titre de La nuit du pirate.

- NB : Un épisode de la série Gold Key a été repris dans le no 26 (15 juin 1968) de Pépito[10].

## Millenium Publications (1990 – 1991)
Entre octobre 1990 et janvier 1991, l'éditeur Millenium ré-édite la série à raison d'un numéro par mois.
Une seule histoire, The Night of the Iron Tyrants, divisée en 4 chapitres pour un total de 115 planches. Il convient de signaler que le titre de l’histoire reprend la thématique originelle de la série TV dont tous les épisodes commençaient par La Nuit de. 
Le scénario est co-signé par Mark Ellis et Paul Davis ; Darryl Banks est le dessinateur des no 1 et 4 et est secondé par Bill Marimon pour le no 2 tandis que John Herbert officie au no 3.
1. The Night of the Iron Tyrants, part I – 32 pages (octobre 1990)
2. The Night of the Iron Tyrants, part II – 27 pages (novembre 1990)
3. The Night of the Iron Tyrants, part III – 26 pages (décembre 1990)
4. The Night of the Iron Tyrants, part IV – 30 pages (janvier 1991)

## Pif Gadget(Vaillant) (1975-1976)
Le succès de la série en France fera qu’elle aura ses propres adaptations originales dans Pif Gadget. Toutes les histoires font 12 planches. Elles sont dessinées par Gérald Forton et sont scénarisées par Jean Sanitas, parfois sous le pseudonyme de Sani. Courtes histoires qui ne permettent pas l'existence d'un scénario très élaboré qui est du coup davantage concentré sur le schéma un mystère/une action, sans les habituels rebondissements de la série.
Le premier nombre correspond à la numérotation de Vaillant, le second à celle de Pif Gadget ce journal n’étant que la continuation de l’hebdomadaire précédent. Les épisodes sont en couleurs sauf no 321 à 341 et 352 en noir et blanc.
1. Pif Gadget 320 : Quand l’enfer se déchaine
2. Pif Gadget 321 : La Légion de fer
3. Pif Gadget 326 : L’Homme qui ne respirait pas
4. Pif Gadget 330 : L’Impossible Voleur
5. Pif Gdaget 332 : Les Hommes sans visage
6. Pif Gadget 335 : La Lueur jaune
7. Pif Gadget 341 : L’Étape de l’épouvante
8. Pif Gadget 346 : Les Mystères de l’Ouest (pas de titre spécifique). La reprise en album donne le titre Attaque aérienne.
9. Pif Gdaget 352 : Le Monstre venu du passé
10. Pif Gadget 355 : Le Déluge
11. Pif Gadget 356 : Les Hommes en conserve
12. Pif Gadget 360 : Le Bruit silencieux
13. Pif Gadget 364 : Les Mystères de l'Ouest (pas de titre spécifique). La reprise en album donne le titre Combat avec l’invisible.
14. Pif Gadget 368 : Les Mystères de l'Ouest (pas de titre spécifique). La reprise en album donne le titre Le Canon antimagnétique. Henri Filipini dans Histoire du journal et des éditions Vaillant l’intitule Le rocher attaque.
15. Pif Gadget 373 : Les Mystères de l'Ouest (pas de titre spécifique). La reprise en album donne le titre Les Insectes géants. Henri Filipini dans Histoire du journal et des éditions Vaillant le mentionne comme Les Monstres du Dr Burton.
16. Pif Gadget 375 : Les Mystères de l'Ouest (pas de titre spécifique). La reprise en album donne le titre Les Portes de l’enfer.
17. Pif Gadget n° spécial/375 bis (numéroté bis par le collectionneur parce que paru juste après le 375) : Les Mystères de l'Ouest (pas de titre spécifique).
18. Pif Gadget 376 : Les Mystères de l'Ouest (pas de titre spécifique). La reprise en album donne le titre Les Fantômes du manoir. Henri Filipini dans Histoire du journal et des éditions Vaillant l’appelle Les Armures fantômes.
19. Pif Gadget n° spécial/376 bis (numéroté bis par le collectionneur parce que paru juste après le 376) : Les Mystères de l'Ouest (pas de titre spécifique).

## Télévision

### TV Sélection
- no 1 (mars 1976) : Les légions de fer – reprise du no 321 de Pif Gadget

### Télé Junior(1978 – 1982)
Poursuite des Mystères de l’Ouest par le tandem Sanitas/Forton. Présence certaine dans les no 6 à 13 - 13 bis - 14 à 22 - 24 à 29 - 31 - 33 à 42 (en 1979-1980).
Présence certaine dans les no 37 et 39 en 1982
Les scénarios sont signés Jean Sanitas et les dessins Gerald Forton. Chaque histoire est racontée sur six planches à l'exception de la première sur sept planches.
Un total de trente-six histoires sont parues chez Télé Junior (trente-cinq dans le format magazine et une supplémentaire dans le premier volume parue en hors série).
1. Télé Junior no 6 : Le noir te va si bien (31 janvier 1978)
2. Télé Junior no 7 : Choc en retour (28 février 1978)
3. Télé Junior no 8 : Tout ce qui brille (31 mars 1978)
4. Télé Junior no 9 : Trafic de nuit (29 avril 1978)
5. Télé Junior no 10 : La nuit du monstre (31 mai 1978)
6. Télé Junior no 11 : Le piège (30 juin 1978)
7. Télé Junior no 12 : Pâtés truffés (31 juillet 1978)
8. Télé Junior no 13 : Lady Blue (31 août 1978)
9. Télé Junior no 14 : Fuego ! (30 septembre 1978)
10. Télé Junior no 15 : Le Grand Korda (31 octobre 1978)
11. Télé Junior no 16 : Le violoneux (6 décembre 1978)
12. Télé Junior no 17 : Démoniak (31 décembre 1978)
13. Télé Junior no 18 : État de choc (1er février 1979)
14. Télé Junior no 19 : La vallée perdue (7 mars 1979)
15. Télé Junior no 20 : Top secret (21 mars 1979)
16. Télé Junior no 21 : L'étranger (4 avril 1979)
17. Télé Junior no 22 : La pierre de Lune (18 avril 1979)
18. Télé Junior no 23 : Titre inconnu (2 mai 1979)
19. Télé Junior no 24 : Au-delà du temps (16 mai 1979)
20. Télé Junior no 25 : Titre inconnu (6 juin 1979)
21. Télé Junior no 26 : Titre inconnu (20 juin 1979)
22. Télé Junior no 27 : Métamorphose (4 juin 1979)
23. Télé Junior no 28 : Copie conforme (31 juillet 1979)
24. Télé Junior no 29 : Bas les masques (31 août 1979)
25. Télé Junior no 31 : Vengeance posthume(31 octobre 1979)
26. Télé Junior no 33 : Tarentella (1er juin 1980)
27. Télé Junior no 34 : Le peuple du lac (6 février 1980)
28. Télé Junior no 35 : La chose (29 février 1980)
29. Télé Junior no 36 : Le bras de fer (31 mars 1980)
30. Télé Junior no 37 : Destructor (30 avril 1980)
31. Télé Junior no 38 : Méprise (4 juin 1980)
32. Télé Junior no 39 : Destiny (30 juin 1980)
33. Télé Junior no 40 : Le déluge (6 août 1980)
34. Télé Junior no 41 : Les invisibles (3 septembre 1980)
35. Télé Junior no 42 : La Panthère Noire (30 septembre 1980)

## Albums

### Télé Junior(Hors-série
Reprise des épisodes parus dans Télé Junior.
1. Les mystères de l'Ouest (1978) : ce premier volume regroupe les six premières histoires parues chez Télé Junior ainsi qu'une histoire inédite intitulée Fais-moi peur !.
2. Les mystères de l'Ouest (1979) : ce second volume regroupe les huit histoires suivantes toujours parues chez Télé Junior.

### Édition pirate
Reprise des bandes parues dans Pif Gadget.
- Les mystères de l'Ouest - Intégrale 1[14] (2012).

1. Quand l'enfer se déchaine (Pif 320)
2. Les légions de fer (Pif 321)
3. L'homme qui ne respirait pas (Pif 326)
4. L'impossible voleur (Pif 330)
5. Les hommes sans visages (Pif 332)
6. La lueur jaune (Pif 335)

- Les mystères de l'Ouest - Intégrale 2[15] (2012)

1. L'étape de l'épouvante (Pif 341)
2. Attaque aérienne (Pif 346)
3. Le monstre venu du passé (Pif 352)
4. Le déluge (Pif 355)
5. Les hommes en conserve (Pif 356)
6. Le bruit silencieux (Pif 360)

- Les mystères de l'Ouest - Intégrale 3[16] (2012)

1. Combat avec l'invisible (Pif 364)
2. Le canon antimagnétique (Pif 368)
3. Les insectes géants (Pif 373)
4. Les portes de l'enfer (Pif 375)
5. Les fantômes du manoir (Pif 376)